# Quercus vaseyana
Quercus vaseyana es una especie arbórea de la familia de las fagáceas. Está clasificada en la Sección Quercus, que son los robles blancos de Europa, Asia y América del Norte. Tienen los estilos cortos; las bellotas maduran en 6 meses y tienen un sabor dulce y ligeramente amargo, el interior de la bellota tiene pelo. Las hojas carecen de una mayoría de cerdas en sus lóbulos, que suelen ser redondeados. 

## Distribución
Quercus vaseyana se distribuye en el oeste de Texas ( Meseta de Edwards ) y el noreste de México, entre los 300-600 m de altura y en suelos secos y calcáreos .

## Descripción
Este tipo de roble es un pequeño árbol o arbusto que puede alcanzar los 4-6 m de altura, pero a menudo crece de 0,3 a 1,5 m de altura, espesa. La corteza está pelada, con ramas delgadas que se convierten en grises, lisas, los brotes son muy pequeños 1-1,5 mm de largo, redondeados. Sus hojas miden 3-6 x 1,5-2,5 cm, semiperennes, oblongas, agudas en ambos extremos, onduladas, lobuladas, con lóbulos de bordes dentados, de color verde oscuro brillante por encima y densamente tomentosas por debajo. Los frutos son unas bellotas que miden 2-2,5 cm de largo, 1,5 cm de diámetro, brillantes, de color marrón pálido, sin peciolo y cerradas un cuarto o quinto por una taza fuertemente verrugosa, y maduran al cabo de 1 año.

## Taxonomía
Quercus vaseyana fue descrita por Samuel Botsford Buckley y publicado en Bulletin of the Torrey Botanical Club 10(8): 91. 1883.
Etimología
Quercus: nombre genérico del latín que designaba igualmente al roble y a la encina.
vaseyana: epíteto otorgado en honor del botánico estadounidense George Vasey.
Sinonimia
- Quercus pungens var. vaseyana (Buckley) C.H.Mull.
- Quercus pungens subsp. vaseyana (Buckley) A.E.Murray
- Quercus sillae Trel.
- Quercus undulata var. vaseyana (Buckley) Rydb.[2][3]